# Frédéric Jager
Pour les articles homonymes, voir Jager.
Frédéric Jager, né en 1957 à Melun en Seine-et-Marne, est un sculpteur, artiste peintre et dessinateur français de style figuratif.

## Biographie
Frédéric Jager étudie l'art à l'école des beaux-arts de Dijon en Bourgogne avec pour artistes de références Michel-Ange, Eugène Delacroix, Théodore Géricault et Auguste Rodin. 
Passionné d’équitation il représente des chevaux en plâtre et en bronze (principalement les pur-sang arabe) sous toutes leurs formes (cheval dans l'art).  
Il réside à Saint Lamain (Jura)
ou 17 rue Tournelles, 75004 Paris

### Affaire du cheval cabré
Frédéric Jager est l'auteur de la  la fontaine aux trois chevaux de Chantilly  exposée au musée de l'école de Barbizon et qu'il a commercialisée par ailleurs ; son élément principal est l'avant d'un cheval cabré.  Un marchand d'art belge en a acheté un exemplaire, en 1994 ; il en a fait réaliser des moules qui ont été ensuite récupérés par Christian Maas lequel a fait couler, à Bangkok, le cheval cabré pour le vendre, en de multiples exemplaires, sous son nom, à 30 000 euros l'unité , contre 130 000 euros environ pour le prix fixé par Jager.
Un ami de Frédéric Jager, de passage à Hong Kong, y remarque la statue d’un cheval, identique à celle qu'a réalisé le sculpteur. Il félicite Jager pour sa notoriété internationale, sauf que ce dernier sait qu'il n'a pas vendu son œuvre dans l'ancienne colonie britannique. Une enquête permet de remonter jusqu'à Christian Maas.

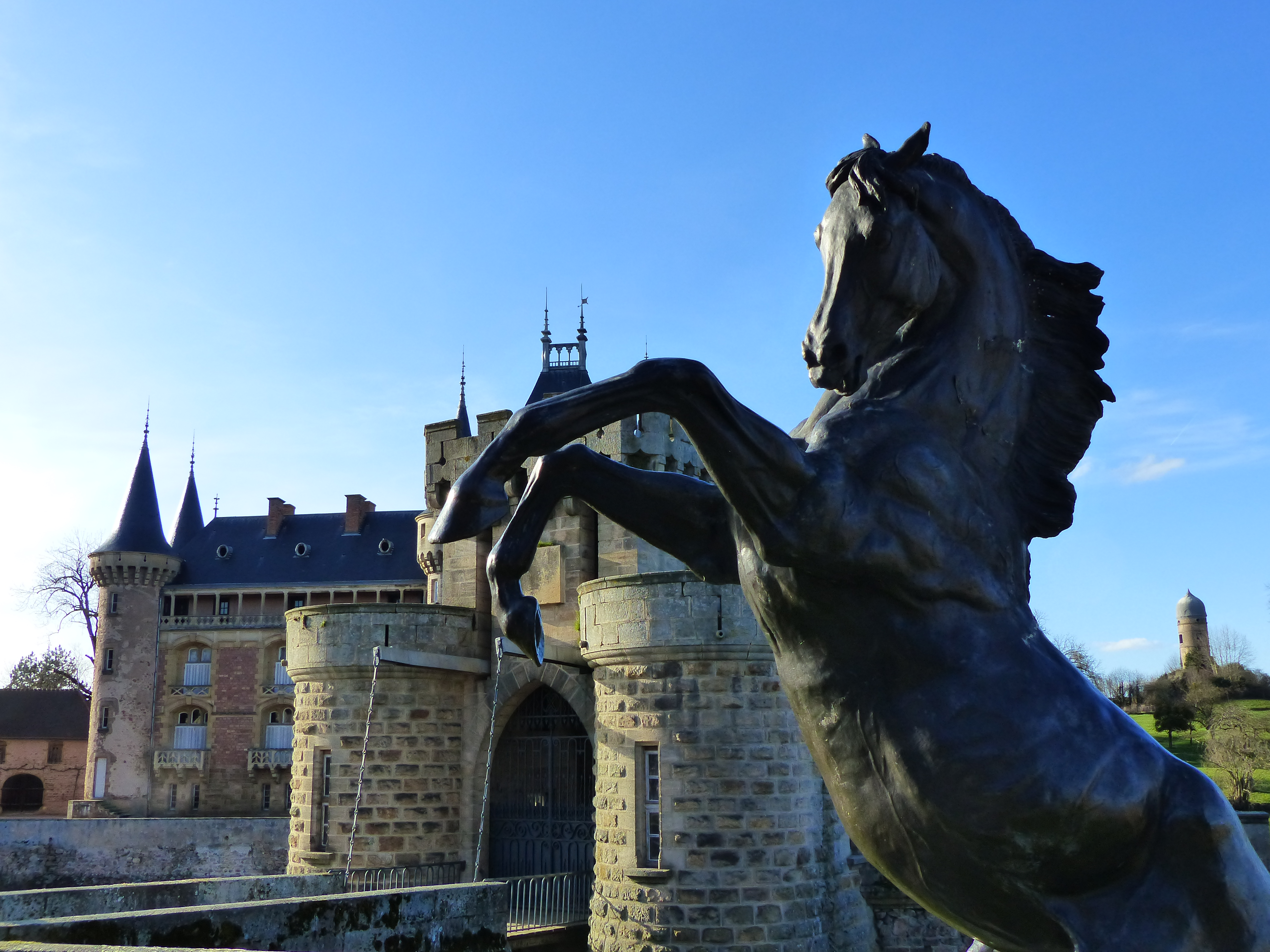
Statue du cheval cabré devant le château de La Clayette

Christian Maas, habitué à fréquenter les célébrités et hommes politiques, a comparu, en juin 2007, devant le tribunal correctionnel de Melun pour contrefaçon. Il a été reconnu coupable ; ses copies vendues notamment aux municipalités de Tarbes et la Clayette et au propriétaire du  Potager de Princes à Chantilly doivent  être déposées. Ce n'est pas encore le cas, en février 2021, pour le dernier cité. D'autres copies subsistent à l'étranger.

## Distinctions
- 2010 : Médaille d’or au Salon National des Arts Animaliers de Bry-sur-Marne.
- 2009 : Médaille de bronze de la Société des artistes français au Salon de Paris.
- 2008 : Prix artistique du Conseil général des Yvelines à la biennale de Rambouillet.
- 2004 : Premier prix de la ville de Fontainebleau au salon Art 2004 de Bois-le-Roi.
- 1994 : Premier prix de Sculpture au Salon International de Saumur.
- 1974 : Premier prix national de sculpture pour son Petit Prince de Saint-Exupéry.